# Wim Tap (kunstenaar)
Wilhelmus Theodorus Gerardus (Wim) Tap (Gendt, 17 mei 1938) is een Nederlands schilder en beeldhouwer.

## Leven en werk
Tap volgde zijn opleiding bij Ger Lataster in de Academie '63. Hij begon zijn loopbaan in eerste instantie met schilderen. In 1964 had hij zijn eerste expositie. Op zijn dertigste maakte hij de overgang naar de beeldhouwkunst. Hij werkt voornamelijk met rotsblokken, afkomstig uit verschillende steengroeven in Europa, zoals Bretagne, de Eifel en de Ardennen. In 1987 nam Tap op uitnodiging van de gemeente Amersfoort deel aan een symposium in park Randenbroek, waarbij hij met de beeldhouwers Kees Buckens, Hans Leutscher, Gerard van Rooy, Jerome Symons, Jan Timmer, Tony van de Vorst en Mélanie de Vroom zes weken lang onder het toeziend oog van het publiek werkte.
Taps beelden staan onder andere in Amsterdam (Sporen volgen het Javaplantsoen, Monument De Waarheid en Schip op helling), Den Haag, Bloemendaal, Amersfoort en IJmuiden.

## Werken in de openbare ruimte (selectie)

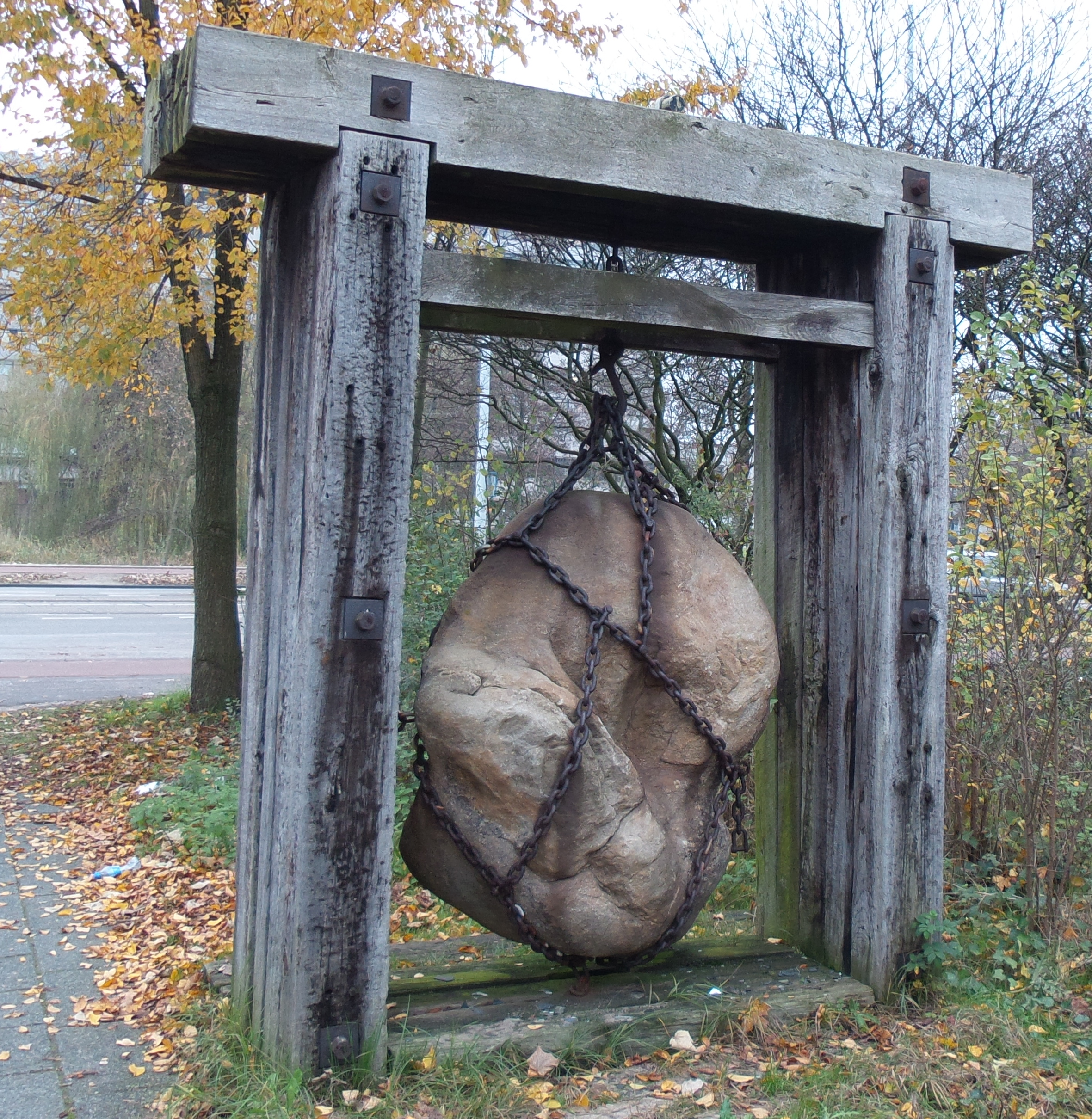
De Kies / de Poort (1977), Louwesweg, Amsterdam
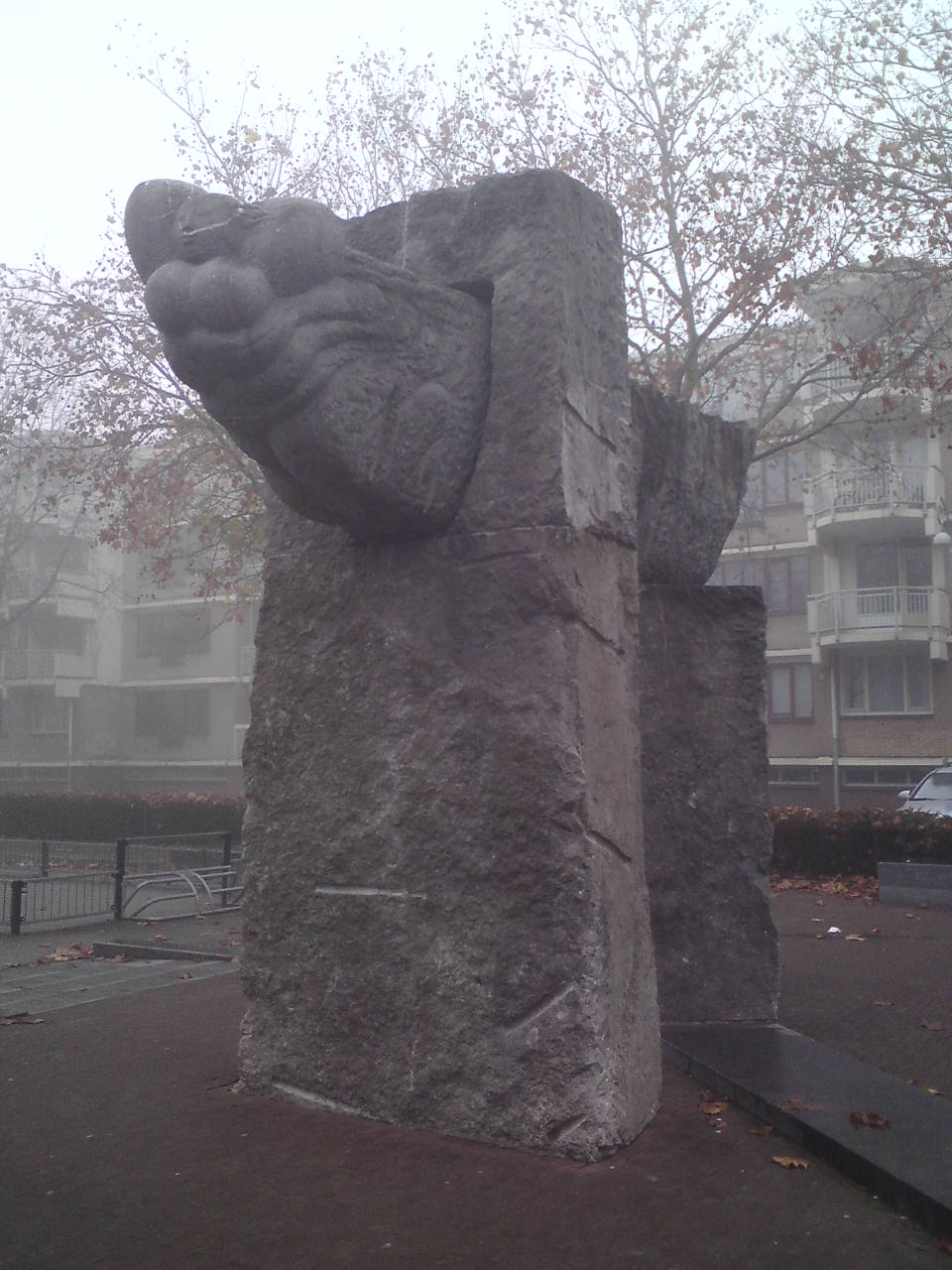
Plastisch teken (1983), Grote Wittenburgerstraat, Amsterdam (samen met Marius van Beek en Hank Beelenkamp)
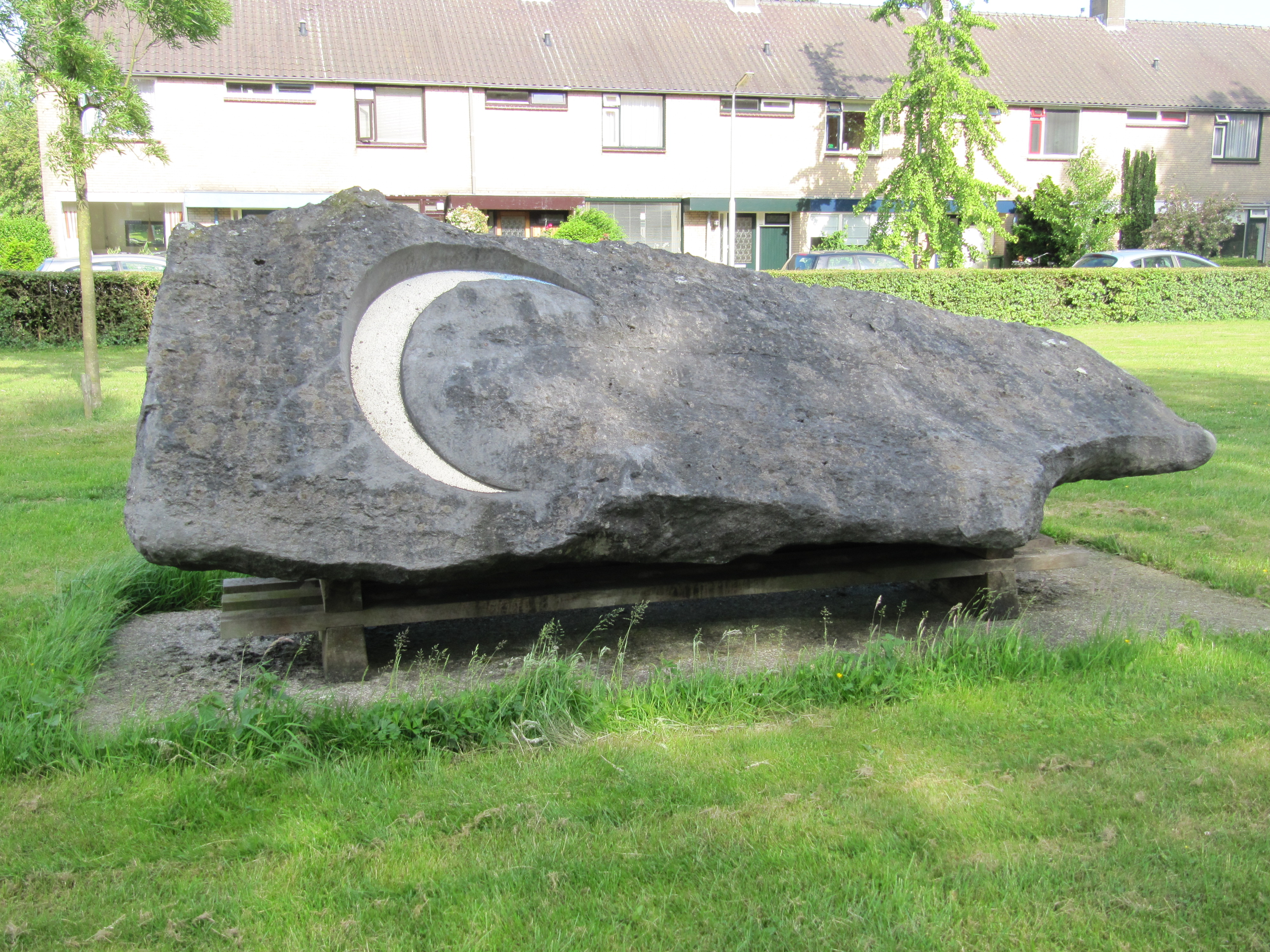
Zonder titel (1987), Holkerweg, Amersfoort
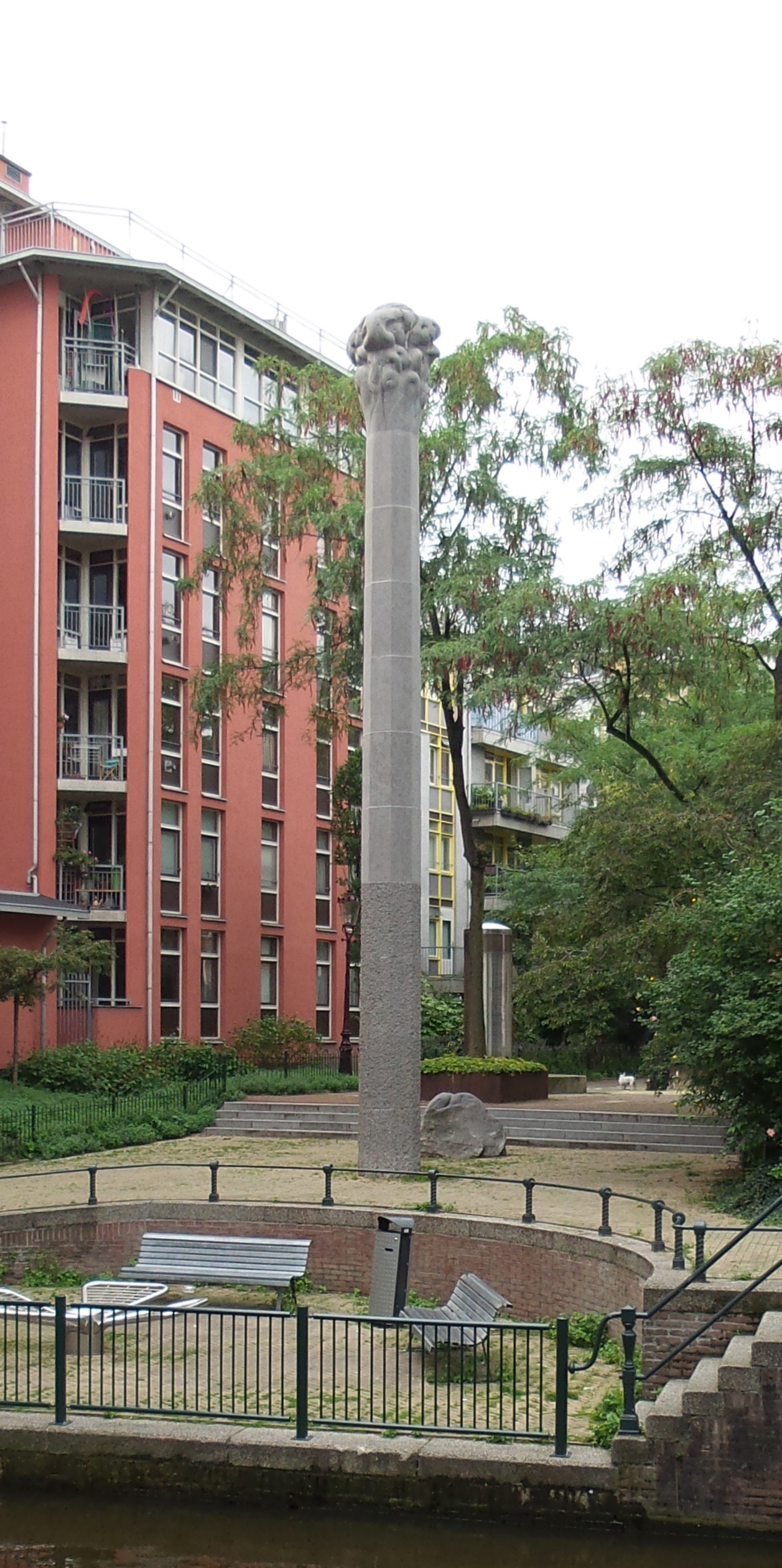
Levensboom (1989), Snoekjesgracht/Kromboomssloot, Amsterdam
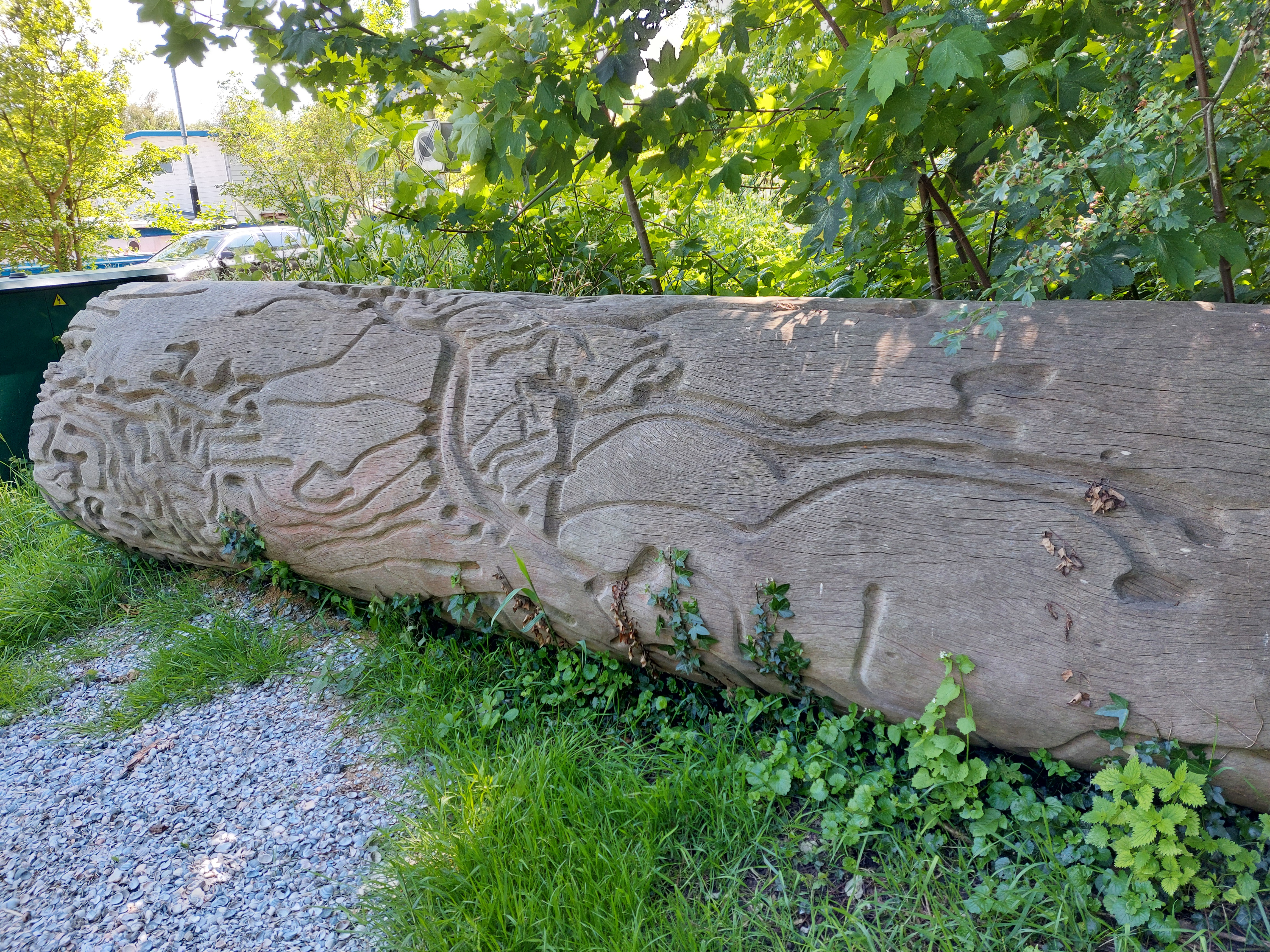
Boomfiguren in de Beeldentuin in Amsterdam Noord.

- RKD-Nederlands Instituut voor Kunstgeschiedenis: 76491